# مایکل کنراد
مایکل کنراد (انگلیسی: Michael Conrad؛ ۱۶ اکتبر ۱۹۲۵ – ۲۲ نوامبر ۱۹۸۳) یک هنرپیشه اهل ایالات متحده آمریکا بود. وی بین سال‌های ۱۹۳۷ تا ۱۹۸۲ میلادی فعالیت می‌کرد.

## گزیده فیلمشناسی
از فیلم‌ها یا برنامه‌های تلویزیونی که وی در آن نقش داشته‌است می‌توان به آثار زیر اشاره کرد.
- منطقه نیمه‌روشن
- مرثیه برای یک سنگین‌وزن (۱۹۶۲)
- فلیپر (۱۹۶۴)
- سردار جنگ (فیلم) (۱۹۶۵)
- گومر پایل، یو.اس.ام.سی. (۱۹۶۶)
- مریخی محبوب من (۱۹۶۶)
- بونانزا (۱۹۶۶)
- دود اسلحه (۱۹۶۴–۱۹۶۶)
- فراری (مجموعه تلویزیونی) (۱۹۶۶)
- گمشده در فضا (مجموعه تلویزیونی ۱۹۶۵ تا ۱۹۶۸) (۱۹۶۸)
- مگر آن‌ها اسب‌ها را خلاص نمی‌کنند؟ (۱۹۶۹)
- ویرجینیایی (۱۹۶۹–۱۹۷۰)
- آیرونساید (مجموعه تلویزیونی) (۱۹۷۰–۱۹۷۱)
- مأموریت: غیرممکن (۱۹۷۰)
- یک پلیس (۱۹۷۲)
- طولانی‌ترین فاصله (فیلم ۱۹۷۴) (۱۹۷۴)
- وضعیت اضطراری! (۱۹۷۳–۱۹۷۵)
- کارآگاه راکفورد (۱۹۷۵)
- هری و والتر به نیویورک می‌روند (۱۹۷۶)
- مرد شش‌میلیون‌دلاری (۱۹۷۵–۱۹۷۷)
- خانه کوچک (مجموعه تلویزیونی) (۱۹۷۷)
- هاوایی فایو-او (۱۹۷۲–۱۹۷۸)
- فرشتگان چارلی (مجموعه تلویزیونی) (۱۹۷۸)
- خانواده والتون (مجموعه تلویزیونی) (۱۹۷۸)
- گاو آنی و بریتانی کوچک (۱۹۸۰)